# Újdombrád
Újdombrád község Szabolcs-Szatmár-Bereg vármegyében, a Kisvárdai járásban.

## Fekvése
A Rétközben, a vármegye északnyugati széle közelében fekszik, Dombrádtól 5 kilométerre délnyugatra, a megyeszékhely Nyíregyházától pedig 32 kilométerre északkeletre.
Három irányból, nyugatról, északról és keletről is dombrádi külterületekkel határos; a további közvetlen szomszédai: délkelet felől Demecser, dél felől Kék, délnyugat felől pedig Beszterec.

### Megközelítése
Ma csak közúton közelíthető meg, Tiszatelek vagy Dombrád érintésével, a 3834-es úton. Korábban érintette a Nyírvidéki Kisvasút 119-es számú dombrádi vonala is, de 2009 óta azon a vonalon szünetel a vonatközlekedés.

## Története
A dombrádi határ délnyugati részén a mocsaras tájból kiemelkedően, két, a környezetéhez viszonyítva magasabb fekvésű terület volt Borgászka és Karkhalom tanya. A két tanya közötti területen az 1900-as századfordulón kezdtek lakóházakat építeni, és folyamatosan letelepedni, főleg a környező tanyavilágban élő családok (Dombóc-, Ferenczy-, Veress-, Tóth tanya). Generálta az egységes településsé formálódást az 1905-ben átadott, Nyíregyházától Dombrádig megépült Nyírvidéki Kisvasút, amely az egész Rétköz életében fontos szerepet játszott. A vasúttal szinte egy időben épült a tájegység legnagyobb szeszgyára a karkhalmi tanyára. A II. világháború végére kialakult a mai településszerkezet. 1962-től Dombrád község tanácsi kirendeltségeként működött a település, mely ebben az időszakban még 1000 fő feletti lakónépességgel rendelkezett. Ennek megfelelően az általános iskola is 8 osztállyal működött. 1962-ben kultúrház épült a település központjában, melyben később helyet kapott és működött a mozi, és a mai napig helyet ad a háziorvosi rendelőnek, legújabban pedig a gyógyszertárnak is. A folyamatos népességcsökkenés következtében 1975-től csak az alsó tagozat oktatása folyik helyben. A 80-as évek elején kiépült az ivóvízhálózat, valamint a belterület nagy részét mentesítő csapadékvíz-hálózat. A 90-es évek elején szilárd burkolatot kaptak az utak, kiépült a gázhálózat illetve a telefonhálózat. A szeszgyár az 1992-ben bekövetkezett felszámolásáig 20-30 család megélhetését biztosította. A kisvasút forgalmát 2009-ben állították le.
Újdombrád a megye legnagyobb tanyájaként 1988-ig  Dombrád része volt, 1989. január 1. óta önálló település.

## Közélete

### Polgármesterei
- 1990–1994: Harsányi Menyhért (független)[4]
- 1994–1998: Harsányi Menyhért (független)[5]
- 1998–2002: Kállai András (független)[6]
- 2002–2006: Kállai András (független)[7]
- 2006–2010: Kállai András (független)[8]
- 2010–2014: Kállai András (független)[9]
- 2014–2019: Kállai András (független)[10]
- 2019–2024: Szoboszlai József (független)[11]
- 2024– : Szoboszlai József (független)[1]

## Népesség
A település népességének változása:
| Lakosok száma | 742  | 749  | 748  | 699  | 607  | 612  | 597  |
|               | 2013 | 2014 | 2015 | 2021 | 2022 | 2023 | 2024 |

2001-ben a település lakosságának közel 100%-a magyar nemzetiségűnek vallotta magát.
A 2011-es népszámlálás során a lakosok 93,2%-a magyarnak mondta magát (6,8% nem nyilatkozott). A vallási megoszlás a következő volt: római katolikus 38,9%, református 46%, görögkatolikus 1,6%, felekezeten kívüli 1,8% (11,7% nem válaszolt).
2022-ben a lakosság 92,4%-a vallotta magát magyarnak, 0,7% cigánynak, 0,5% ukránnak, 0,2-0,2% szlovénnek és németnek, 2,5% egyéb, nem hazai nemzetiségűnek (7,6% nem nyilatkozott; a kettős identitások miatt a végösszeg nagyobb lehet 100%-nál). Vallásuk szerint 28,5% volt római katolikus, 37,7% református, 5,3% görög katolikus, 0,8% egyéb keresztény, 3,8% felekezeten kívüli (23,7% nem válaszolt).

## Nevezetességei
- Nyírvidéki Kisvasút

## Külső hivatkozások
- Újdombrád Önkormányzatának honlapja